# Beata Wickbom
Elsa Beata Wickbom, född 10 november 1968, är en svensk IT-entreprenör och digital strateg.
Runt 1995 blev Wickbom intresserad av digital kommunikation och hon kom sedan att bli en tongivande person under IT-boomen på 1990-talet. År 1996 grundade hon SIME (Scandinavian Interactive Media Event) som var Skandinaviens största konferens om interaktiva media. Hon var med och byggde upp Razorfish och Spray.se som kom att bli en av Sveriges mest besökta startsidor.
Wickbom har senare lanserat globala intranät samt arbetat som Creative Director och webbstrateg för olika webbyråer.